# Lucas González
Lucas González är en ort i Argentina.   Den ligger i provinsen Entre Ríos, i den centrala delen av landet, 270 km norr om huvudstaden Buenos Aires. Lucas González ligger 94 meter över havet och antalet invånare är 4 466.
Terrängen runt Lucas González är mycket platt. Runt Lucas González är det glesbefolkat, med 9 invånare per kvadratkilometer.. Det finns inga andra samhällen i närheten.
Trakten runt Lucas González består i huvudsak av gräsmarker.